# Orden de los Antonianos Maronitas
La Orden de los Antonianos Maronitas (oficialmente en latín: Ordo antonianorum maronitarum) es una orden religiosa católica de vida apostólica de rito maronita y de derecho pontificio, fundada por el arcieparca maronina de Alepo, Gabriele di Blawza, en 1700, en la Colina Aramta (cerca de Brummana-Líbano). A los religiosos de este instituto se les conoce como antonianos maronitas. Sus miembros posponen a sus nombres O.A.M.

## Historia
La Orden de los Antonianos Maronitas hunde sus raíces en el antiguo monacato maronita. De hecho de la rama de los baladitas, el arcieparca de  Alepo, hace traer tres monjes al monasterio de San Isaías, en la colia Aramta, a las afueras de Brummana (Líbano), con el fin de darle nuevamente vida. De ese modo, en 1700, llegaron tres religiosos y se constituyeron en Orden religiosa. El instituto fue aprobado en 1740 por el papa Clemente XII. En 1955 el papa Pío XII declaró a la orden como no monástica.

## Organización
La Orden de los Antonianos Maronitas es un instituto religioso oriental de derecho pontificio centralizado, cuyo gobierno recae en el superior general, quien toma el título de padre o abad general. Los monasterios conservan la clausura (no estricta) aunque desde 1955 han dejado de ser una orden monacal. Cada monasterio es gobernado por una abad. La curia general se encuentra en Beirut, la capital de Líbano.
Los antonianos maronitas se dedican a la vida contemplativa desde sus diversas actividades pastorales. Ejerce además algunas misiones pastorales entre las poblaciones maronitas fuera del Líbano, en el campo de la pastoral parroquial. En 2015, la orden tenía unos 175 religiosos (de los cuales 145 eran sacerdotes) y 34 monasterios. Está presente en Australia, Bélgica, Canadá, Francia, Líbano y Siria.